# Edge of the Sun
| Совокупная оценка | Совокупная оценка |
| Источник          | Оценка            |
| ----------------- | ----------------- |
| Metacritic        | 78/100            |
| Оценки критиков   |                   |
| Источник          | Оценка            |
| AllMusic          | [ 1 ]             |
| Drowned in Sound  | 8/10              |
| musicOMH          | [ 4 ]             |
| Pitchfork Media   | 7.6/10            |

Edge of the Sun — восьмой студийный альбом американской инди-рок/американо-группы Calexico, вышедший 13 апреля 2015 года на лейбле ANTI- Records, дочернем подразделении Epitaph Records. Альбом спродюсировали Джоуи Бёрнс и Джон Конвертино, два основных участника группы, а также Sergio Mendoza и Craig Schumacher.

## Композиции
Джоуи Бёрнс, Джон Конвертино и компания провели десять дней в Койоакане, районе Мехико, для вдохновения (позже они записывались в Лос-Анджелесе и Афинах, среди прочих мест). Несмотря на мексиканское происхождение, Edge of the Sun часто склоняется к приветливой американе Calexico, с особым успехом в «Falling from the Sky», где звучат переливы поп-музыки, и в мягкой и настойчивой «Tapping on the Line», которую приподнимает вокал Неко Кейс. Этими треками Edge of the Sun напоминает Garden Ruin и Feast of Wire, хотя в последнем альбоме звуковые и эмоциональные повороты прописаны с большим драматизмом. Такое ощущение, что эти песни настолько вымыты солнцем, что просто не могут быть по-настоящему тёмными, даже если группа очень старается. Песня «Beneath the City of Dreams», полная дилеров и машин для побега, могла бы иметь больше веса, если бы она появилась на альбоме Algiers или Carried to Dust, хотя камео Габи Морено почти дотягивает до неё; точно так же «дни печали», о которых говорится в «Moon Never Rises», кажутся далёкими, а не недавними. С другой стороны, нежная меланхолия «Follow the River» и косоглазая, имплозивная «Bullets & Rocks» звучат искренне, а временами альбом и предсказуем: «When the Angels Played» — это такая пыльная, тягучая песня, которая звучит так, будто в ней должно быть соло на губной гармошке — и, конечно, так оно и есть. Примечательно, что самым ярким моментом Edge of the Sun является «Cumbia de Donde», праздник свободной жизни.

## Отзывы
Альбом получил положительные отзывы музыкальных критиков.
Хизер Фарес из AllMusic отметил, что «У Calexico была карьера в стиле „кьяроскуро“: после каждого более мрачного альбома группы они обычно возвращаются с чем-то легкомысленным. Так и в случае с Edge of the Sun: появившись после путешествия Algiers в новоорлеанский нуар, альбом ощущается как рабочий отпуск — возможно, потому, что он был близок к этому. Как всегда, Edge of the Sun прекрасно сделан, начиная с великолепных аранжировок и смены аккордов в „Coyoacán“ и „Woodshed Waltz“ и заканчивая пронзительным текстом „Miles from the Sea“, который находится где-то между рассказом и колыбельной. Тем не менее, трудно отделаться от ощущения, что этот альбом несколько перфомансен по сравнению с предыдущими. Каким бы приятным ни был альбом, на этот раз создаётся ощущение, что Calexico просто проезжают мимо».

### Итоговые списки
| Публикация  | Список                  | Год  | Ранг |
| ----------- | ----------------------- | ---- | ---- |
| Rough Trade | Albums of the Year 2015 | 2015 | 21   |

## Список композиций
| №   | Название                     | Автор(ы)                                                              | При участии             | Длительность |
| --- | ---------------------------- | --------------------------------------------------------------------- | ----------------------- | ------------ |
| 1.  | «Falling from the Sky»       | Joey Burns, John Burns                                                | Ben Bridwell            | 3:23         |
| 2.  | «Bullets & Rocks»            | Joey Burns, John Burns, John Convertino                               | Sam Beam                | 3:30         |
| 3.  | «When the Angels Played»     | Pieta Brown, Joey Burns                                               | Pieta Brown, Greg Leisz | 2:25         |
| 4.  | «Tapping on the Line»        | Joey Burns, John Burns                                                | Neko Case               | 3:28         |
| 5.  | «Cumbia de Donde»            | Joey Burns, Sergio Mendoza                                            | Amparo Sánchez          | 3:09         |
| 6.  | «Miles from the Sea»         | Joey Burns, John Burns, John Convertino                               | Gaby Moreno             | 3:41         |
| 7.  | «Coyoacán»                   | Joey Burns, John Convertino, Sergio Mendoza                           |                         | 3:03         |
| 8.  | «Beneath the City of Dreams» | Joey Burns, John Burns, John Convertino, Sergio Mendoza, Jairo Zavala | Gaby Moreno             | 2:35         |
| 9.  | «Woodshed Waltz»             | Joey Burns, John Burns, John Convertino                               | Greg Leisz              | 3:29         |
| 10. | «Moon Never Rises»           | Joey Burns, John Convertino                                           | Carla Morrison          | 3:28         |
| 11. | «World Undone»               | Joey Burns                                                            | Takim                   | 4:29         |
| 12. | «Follow the River»           | Joey Burns, John Burns, John Convertino, Sergio Mendoza               | Nick Urata              | 3:54         |

| №   | Название           | Автор(ы)                                    | При участии                                                                    | Длительность |
| --- | ------------------ | ------------------------------------------- | ------------------------------------------------------------------------------ | ------------ |
| 13. | «Calavera»         | Joey Burns, Sergio Mendoza                  |                                                                                |              |
| 14. | «Roll Tango»       | Joey Burns, John Burns, John Convertino     | Panagiotis Dimitrakopoulos, Thomas Konstantinou, Yorgos Marinakis, Eric Burdon |              |
| 15. | «Rosco Y Pancetta» | Joey Burns, John Convertino, Sergio Mendoza | Tom Hagerman, Adrian Perez, José "El Niño" Márquez, Antonio Pro                |              |
| 16. | «Volviendo»        | Joey Burns, John Convertino, Sergio Mendoza | Inti Illimani                                                                  |              |
| 17. | «Esperanza»        | Jacob Valenzuela, Salvador Duran            | Antonio Pro, Jacob Valenzuela, Salvador Duran                                  |              |
| 18. | «Let It Slip Away» | Joey Burns                                  | Hollie Fullbrook                                                               |              |

## Чарты
| Чарт                                  | Высшая позиция |
| ------------------------------------- | -------------- |
| Великобритания (UK Albums, OCC)       | 37             |
| США Billboard 200                     | 193            |
| США Top Rock Albums (Billboard)       | 25             |
| США Alternative Albums (Billboard)    | 19             |
| США Americana/Folk Albums (Billboard) | 6              |
| США Independent Albums (Billboard)    | 12             |
| США Tastemakers (Billboard)           | 17             |